# Juturna

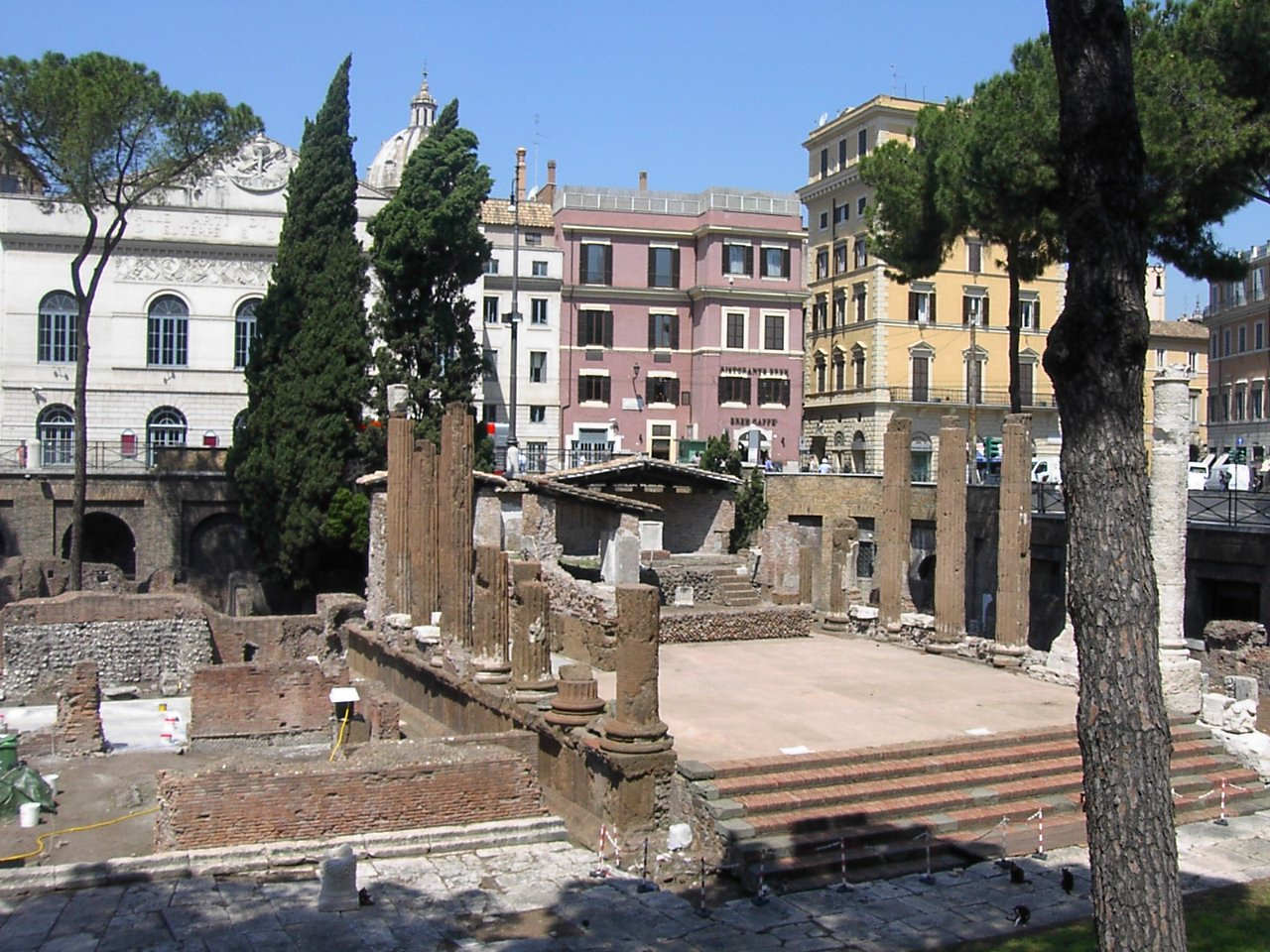
Tempel van Juturna.

Iuturna (Juturna in latere spelling; haar naam is meer dan waarschijnlijk Etruskisch) was een echtgenote van Ianus. Ze wordt de bronnimf genoemd, de moeder van de god Fontus (bron of fontein).
Juturna zelf was een nimf en de godin van putten en fonteinen maar ook van natuurlijke bronnen. De dag waarop een feestdag is ter ere van Iuturna is op 11 januari en ze noemen deze feestdag Iuturnalia. Iuturna wordt vereerd bij de publieke altaren bij bronnen en ook logischer wijs bij fonteinen. Het bewijs van haar verering is te vinden tot aan 2500 jaar geleden. Ze is vooral bekend geworden doordat ze de vrouw van de god Ianus is. Ianus is de god van begin, eind en doorgangen. Wat Ianus verder zo bijzonder maakte was dat hij als enige god geen Griekse tegenpool had.
Juturna is de zus van Turnus, die een tweegevecht met Aeneas aangaat in de Aeneis van Vergilius.